# Mykayla Skinner
Mykayla Brooke Skinner, född 9 december 1996, är en amerikansk elitgymnast. Hon deltog på världsmästerskapen i artistisk gymnastik 2014 i Nanjing i Kina där hon bidrog till USA:s andra raka seger i lagmångkampen. Hon tog även silver i hopp.  Skinner tillskriver sin tro som praktiserande mormon som en bidragande orsak till sina framgångar.

## Fotnoter
1. ↑  ”http://www.usagymworlds.com/2014/10/u-s-women-win-second-straight-world-team-title-2014-world-championships/”. Arkiverad från originalet den 10 oktober 2014. https://web.archive.org/web/20141010231027/http://www.usagymworlds.com/2014/10/u-s-women-win-second-straight-world-team-title-2014-world-championships. Läst 11 oktober 2014.
2. ↑  ”http://www.usagymworlds.com/2014/10/biles-skinner-win-vault-medals-2014-world-gymnastics-championships/”. Arkiverad från originalet den 13 oktober 2014. https://web.archive.org/web/20141013122754/http://www.usagymworlds.com/2014/10/biles-skinner-win-vault-medals-2014-world-gymnastics-championships/. Läst 11 oktober 2014.
3. ↑  Mormons in sports 26 december 2011: The gymnast, RMs and the big transfer Arkiverad 22 oktober 2014 hämtat från the Wayback Machine., läst 11 oktober 2014